# Плотников, Александр Васильевич (профессор)
Александр Васильевич Плотников (9 февраля 1931, Ленинград, РСФСР — 25 августа 1994, Санкт-Петербург, Россия) — специалист в области разработки средств вычислительной техники, доктор технических наук, профессор.

## Биография
Родился 9 февраля 1931 года в Ленинграде.
Доктор технических наук, профессор, ученик выдающегося советского ученого Владимира Борисовича Смолова. Известный специалист союзного уровня в области автоматизации проектирования ЭВМ. Автор книг и большого числа (свыше 100) научных публикаций, изобретатель СССР.
Окончил в 1955 году ЛЭТИ им. В. И. Ульянова (Ленина) по специальности «Приборы управления» В 1967 году защитил кандидатскую диссертацию, в 1977 году — докторскую. Профессор ЛЭТИ с 1979 года.
Работал ведущим инженером п/я № 233 (1955—1961). С 1961 года на работе в ЛЭТИ: аспирант, ассистент, доц. (1967), профессор кафедры ВТ: 1979—1994. Читал курсы: «Основы вычислительной техники», «Применение вычислительных устройств в инженерных и экономических расчетах», «Алгоритмические и логические основы ВТ», «Синтез конечных автоматов», «Автоматизация проектирования», «Микропрограммное управление и теория автоматов».
Под его науч. руководством подготовлено более 20 кандидатов технических наук. Результаты исследований были успешно внедрены в ряде промышленных организаций Советского Союза.
Член ученого совета института, член ученых советов по защите кандидатских и докторских диссертаций ряда ленинградских вузов и организаций.
Заслуженный Мастер спорта СССР, трижды абсолютный чемпион СССР по акробатике.
Долгие годы работал заместителем председателя совета по спорту ЛЭТИ, зам. зав. кафедрой Вычислительной техники ЛЭТИ по учебной работе, декан спецфакультетета по переподготовке кадров по новым направлениям науки и техники.
Жена: Плотникова Татьяна Борисовна; Сын: Плотников Сергей Александрович; Внук: Плотников Александр Сергеевич; Внучка: Плотникова Наталья Сергеевна
Второй брак: Ирина Осинцова, Народная артистка России, Директор — Художественный руководитель ВТМЭИ им. Л. С. Маслюкова
Грамота МВ и ССО РСФСР (1979), почёт, грамота Минвуза РСФСР (1988).
Труды: Автоматизация и проектир. ЦВМ. Л., 1976 ;
Метод, указания по вычисл. практике. Л., 1978.
Скончался 25 августа 1994 года в Санкт-Петербурге.
Составлено на основе материалов из книг: «Выдающиеся выпускники и деятели Санкт-Петербургского государственного электротехнического университета „ЛЭТИ“» .— СПб, 2006. Архивная копия от 20 июля 2014 на Wayback Machine
«Обложка книги»
и «Шесть поколений вычислительной техники: из истории кафедры ВТ ЛЭТИ» Архивная копия от 13 февраля 2012 на Wayback Machine.— СПб., 2001. — 242 с.) (djvu)